# Fredy Montero
Fredy Montero (Campo de la Cruz, 1987. július 26. –) kolumbiai válogatott labdarúgó, a kolumbiai Real Cartagena csatárja.

## Pályafutása

### Klubcsapatokban
Montero a kolumbiai Capmo de la Cruzban született. Az ifjúsági pályafutását a Deportivo Cali akadémiájánál kezdte.
2005-ben mutatkozott be a Deportivo Cali felnőtt keretében. 2005 és 2010 között az Academia és az Atlético Huila, illetve az észak-amerikai első osztályban szereplő Seattle Sounders csapatát erősítette kölcsönben. 2011-ben a Seattle Soundershez szerződött. A 2012–13-as szezon második felében a Millonariosnál, míg a 2013–14-es szezonban a portugál első osztályban érdekelt Sporting CP-nél szerepelt szintén kölcsönben. A lehetőséggel élve, 2014-ben a portugál klubhoz igazolt. 2016-ban a kínai Tiencsin Tedához írt alá. A 2017-es szezonban a Vancouver Whitecaps csapatánál játszott kölcsönben, ahol 36 mérkőzésen 14 gólt ért el. 2018-ban visszatért a Sporting CP-hez, majd 2019-ben a Vancouver Whitecaps-hez csatlakozott. 2021. március 4-én kétéves szerződést kötött a Seattle Sounders együttesével. 2021. április 17-én, a Minnesota United ellen hazai pályán 4–0-ás győzelemmel zárult mérkőzés 71. percében, Will Bruin cseréjeként lépett pályára, majd 15 perccel később meg is szerezte első gólját a klub színeiben. 2024. április 2-án visszatért a Deportivo Cali csapatához. 2024. december 26-án jelentették be, hogy a Real Cartagena csapata szerződtette.

### A válogatottban
Montero 2007-ben debütált a kolumbiai válogatottban. Először a 2007. május 9-ei, Panama ellen 4–0-ra megnyert barátságos mérkőzésen lépett pályára.

## Statisztikák
2022. október 9. szerint
| Klub                             | Szezon   | Osztály          | Bajnokság | Bajnokság | Kupa  | Kupa | Nemzetközi | Nemzetközi | Összesen | Összesen |
| Klub                             | Szezon   | Osztály          | Meccs     | Gól       | Meccs | Gól  | Meccs      | Gól        | Meccs    | Gól      |
| -------------------------------- | -------- | ---------------- | --------- | --------- | ----- | ---- | ---------- | ---------- | -------- | -------- |
| Sporting CP (kölcsönben)         | 2013–14  | Liga Portugal    | 29        | 13        | 3     | 3    | —          | —          | 32       | 16       |
| Sporting CP                      | 2014–15  | Liga Portugal    | 26        | 11        | 5     | 4    | 7          | 0          | 38       | 15       |
| Sporting CP                      | 2015–16  | Liga Portugal    | 12        | 3         | 4     | 0    | 6          | 3          | 22       | 6        |
| Sporting CP                      | Összesen | Összesen         | 67        | 27        | 12    | 7    | 13         | 3          | 92       | 37       |
| Tiencsin Teda                    | 2016     | Kínai Szuperliga | 29        | 9         | 0     | 0    | —          | —          | 29       | 9        |
| Vancouver Whitecaps (kölcsönben) | 2017     | MLS              | 36        | 14        | 0     | 0    | 3          | 1          | 39       | 15       |
| Sporting CP                      | 2017–18  | Liga Portugal    | 11        | 1         | 5     | 1    | 5          | 3          | 21       | 5        |
| Sporting CP                      | 2018–19  | Liga Portugal    | 9         | 2         | 2     | 0    | 5          | 2          | 16       | 4        |
| Sporting CP                      | Összesen | Összesen         | 20        | 3         | 7     | 1    | 10         | 5          | 37       | 9        |
| Vancouver Whitecaps              | 2019     | MLS              | 32        | 8         | 1     | 0    | —          | —          | 33       | 8        |
| Vancouver Whitecaps              | 2020     | MLS              | 16        | 5         | 0     | 0    | —          | —          | 16       | 5        |
| Vancouver Whitecaps              | Összesen | Összesen         | 48        | 13        | 1     | 0    | 0          | 0          | 49       | 13       |
| Seattle Sounders                 | 2021     | MLS              | 30        | 7         | 0     | 0    | 3          | 1          | 33       | 8        |
| Seattle Sounders                 | 2022     | MLS              | 26        | 3         | 1     | 1    | 7          | 3          | 34       | 8        |
| Seattle Sounders                 | Összesen | Összesen         | 56        | 11        | 1     | 1    | 10         | 4          | 67       | 16       |
| Összesen                         | Összesen | Összesen         | 256       | 77        | 21    | 8    | 36         | 13         | 313      | 98       |

### A válogatottban
| Válogatott | Év       | Pályára lépés | Gól |
| ---------- | -------- | ------------- | --- |
| Kolumbia   | 2007     | 2             | 0   |
| Kolumbia   | 2008     | 1             | 0   |
| Kolumbia   | 2009     | 1             | 0   |
| Összesen   | Összesen | 4             | 0   |

## Sikerei, díjai
Seattle Sounders
- CONCACAF-bajnokok ligája
  - Győztes (1): 2022

- US Open Cup
  - Győztes (3): 2009, 2010, 2011

Sporting CP
- Liga Portugal
  - Bajnok (2): 2014–15, 2018–19

- Portugál Ligakupa
  - Győztes (2): 2017–18, 2018–19

- Portugál Szuperkupa
  - Győztes (1): 2015

Egyéni
- MLS All-Stars: 2009, 2010